# Hundtandsgräs
Hundtandsgräs eller Bermudagräs (Cynodon dactylon) är en gräsart som först beskrevs av Carl von Linné, och fick sitt nu gällande namn av Christiaan Hendrik Persoon. Hundtandsgräs ingår i släktet hundtandsgrässläktet, och familjen gräs. Inga underarter finns listade i Catalogue of Life.
Bermudagräs förekommer främst i tropiska och subtropiska trakter, i södra USA är det mycket vanligt som betesgräs. I främre Indien är det mycket populärt som fodergräs. Dess rotstock används inom folkmedicinen under namnet rhizoma gramini italici.

## Bildgalleri

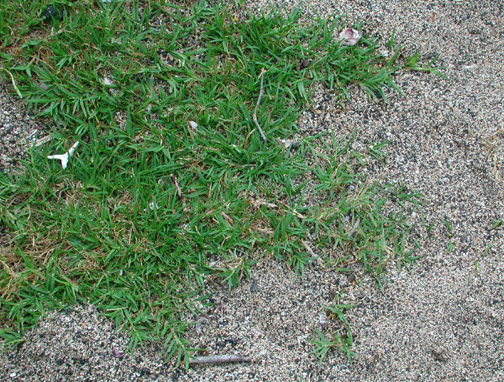
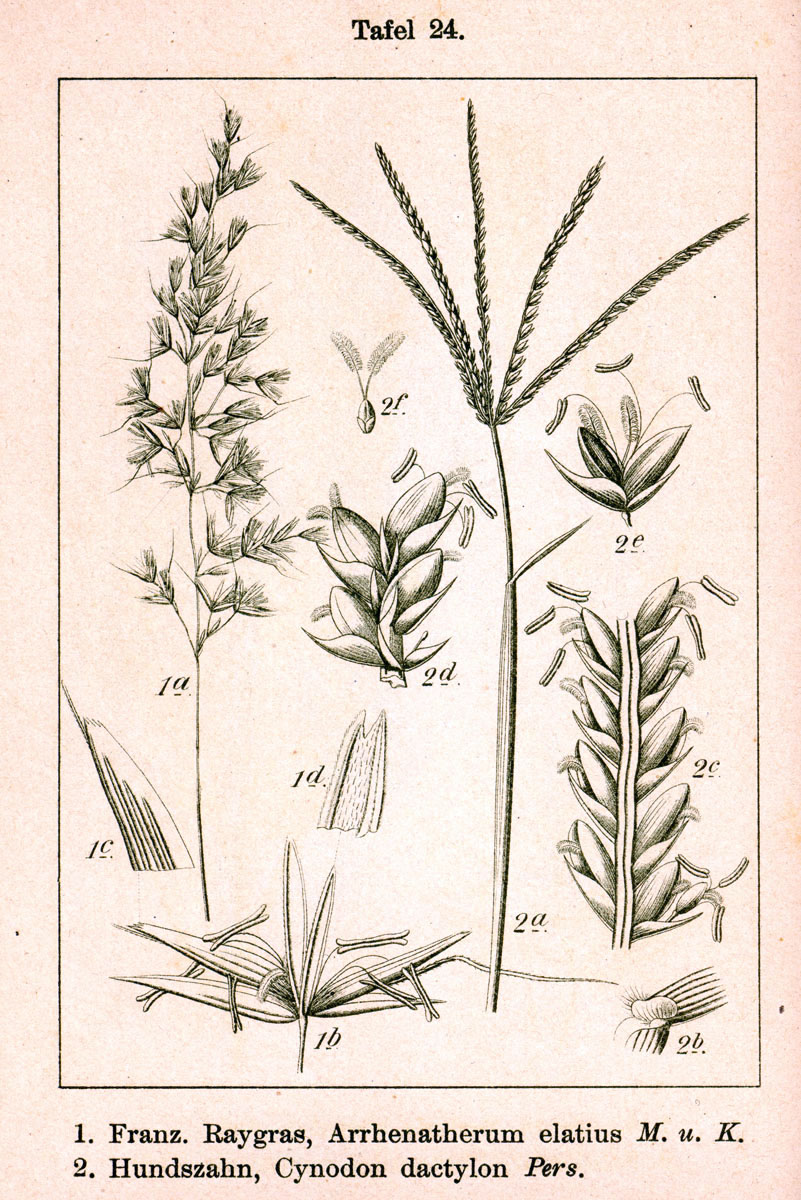
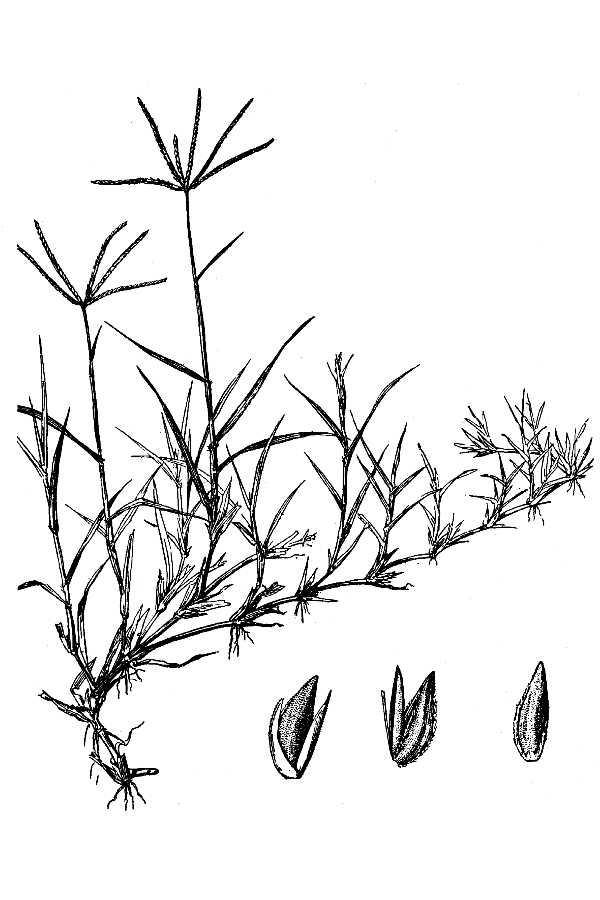
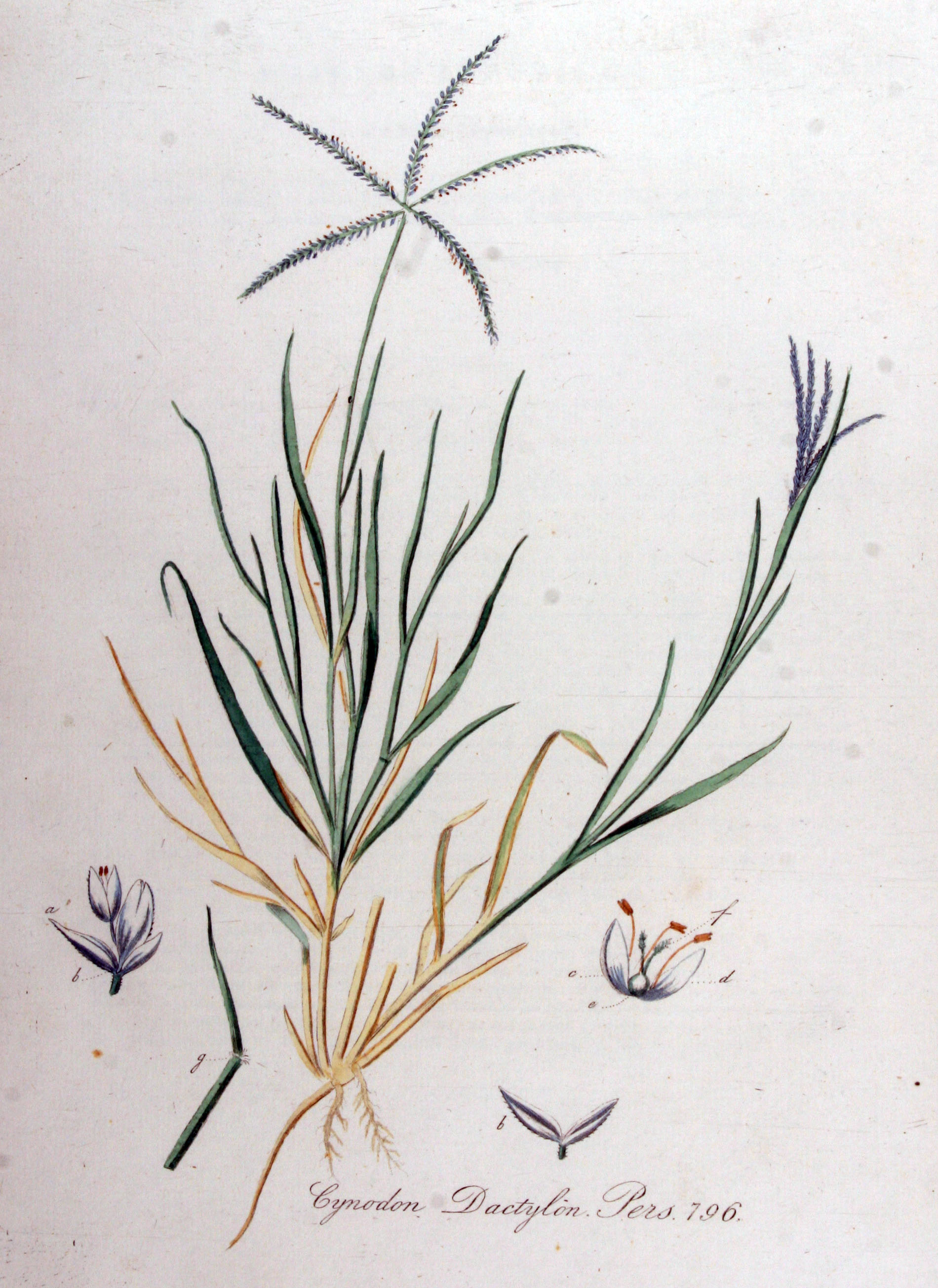
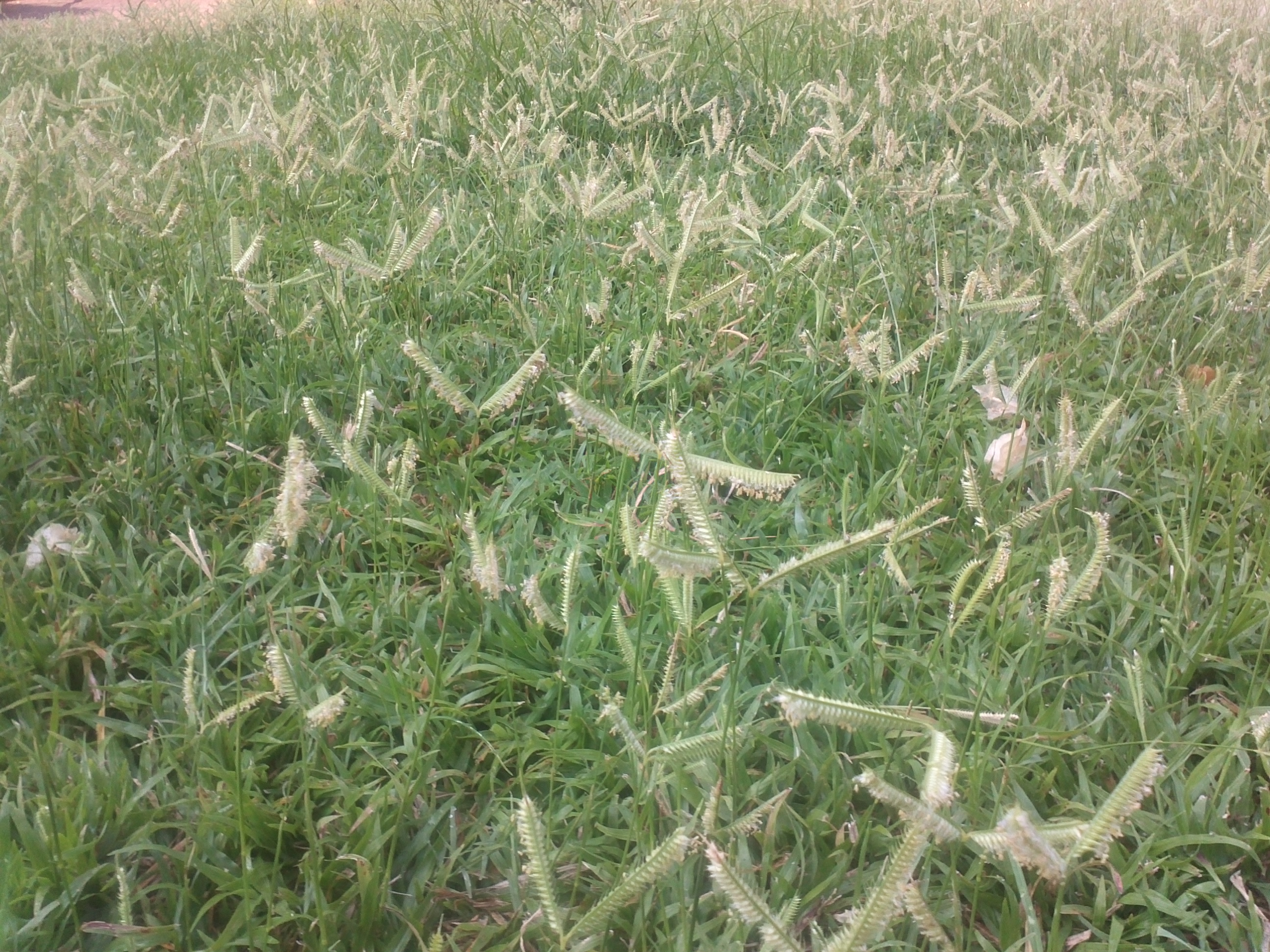
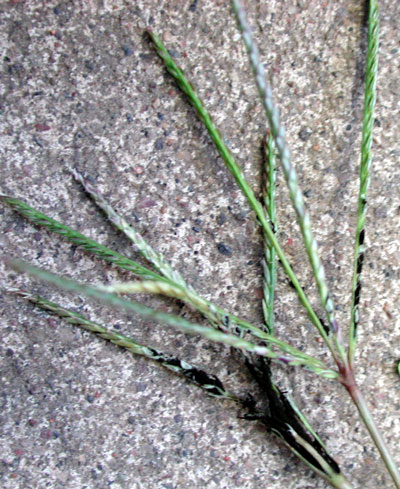